# لاديسلاف بينش
لاديسلاف بينش (9 يوليو 1943 في التشيك - ) هو لاعب كرة يد تشيكوسلوفاكيا (وحمل سابقاً جنسية تشيكوسلوفاكيا). شارك في الألعاب الأولمبية الصيفية 1972.

## وصلات خارجية
- لاديسلاف بينش على موقع أوليمبيديا (الإنجليزية)
- لاديسلاف بينش على موقع اللجنة الأولمبية التشيكية (التشيكية)